# Bria Hartley
Bria Nicole Hartley (North Babylon, 30 settembre 1992) è una cestista statunitense naturalizzata francese, professionista nella WNBA.

## Carriera
È stata selezionata dalle Seattle Storm al primo giro del Draft WNBA 2014 con la 7ª chiamata assoluta.

## Palmarès
- Mondiali 3x3: 1
Atene 2012.
- WNBA All-Rookie First Team (2014)